# Hydrobates tethys
El paíño de las Galápagos  (Hydrobates tethys), también conocido como golondrina de mar peruana, es una especie de ave procelariforme de la familia Hydrobatidae. Anida únicamente en las islas Galápagos (Ecuador), las islas Pescadores y San Gallán (Perú). Su área de distribución incluye las aguas costeras del occidente de América, desde Baja California en México hasta Chile.

## Subespecies
Se distinguen dos subespecies:
- Hydrobates tethys kelsalli (Lowe, 1925)
- Hydrobates tethys tethys (Bonaparte, 1852)